# Síndrome do vômito cíclico
A síndrome do vômito cíclico(pt-BR) ou síndrome do vómito cíclico(pt-PT?) (SVC) é um distúrbio crônico do trato gastrointestinal (TGI) de patogênese desconhecida. Ela é caracterizada por episódios recorrentes que podem durar um único dia e se estender por semanas. 
Os episódios são divididos em quatro fases: interepisódica, prodrómica, fase de vômito e de recuperação. A fase interepisódica é assintomática e não possui sintomas detectáveis e, geralmente, dura de uma semana a um mês. A fase prodrómica, também conhecida como fase pré-emética, é caracterizada pela sensação inicial de que a fase de vômitos se aproxima, mas que ainda pode ser contida por medicação oral. A fase emética ou de vômitos é marcada por náusea persistente e intensa, acompanhada por vômitos frequentes, e pode se estender de horas até vários dias. A fase de recuperação é a fase em que o vômito cessa ou diminui, a náusea diminui e o apetite retorna. Essa síndrome é mais observada em crianças, geralmente entre 3 e 7 anos de idade, no entanto, o diagnóstico em adultos também é  comum.
Pesquisas sugerem que a síndrome esteja intimamente ligada às enxaquecas, bem como ao histórico familiar de enxaquecas.

## Sinais e sintomas
|                                            | Adultos              | Crianças                                  |
| ------------------------------------------ | -------------------- | ----------------------------------------- |
| Idade média de diagnóstico                 | 29-34 anos           | 3-7 anos                                  |
| Duração média dos episódios                | 3-6 dias             | algumas horas a 4 dias                    |
| Duração inter-episódica média              | 1-3 meses            | 1-4 semanas                               |
| Presença da fase prodrómica                | comum                | comum                                     |
| Tempo de recuperação                       | vários dias          | de horas a dias                           |
| Vômito                                     | até 6 vezes por hora | até 6 vezes por hora                      |
| Dor abdominal                              | comum (57-70)%       | comum (68-80)%                            |
| Complicações do trato gastrointestinal     | comum (38%)          | comum (22-32)%                            |
| Dores de cabeça                            | comum                | comum                                     |
| Febre                                      | incomum              | incomum                                   |
| Desidratação com necessidade de fluidos IV | comum                | comum, com presença de crises mais longas |
| História familiar com enxaquecas           | comum (30-70)%       | comum (40-89)%                            |
| Distúrbios psiquiátricos                   | comum                | comum                                     |
| Náusea e dor inter-episódica               | comum                | raro                                      |
| Doenças do DNA mitocondrial                | não relatado         | relatado                                  |
| Uso de cannabis                            | relatado             | não relatado                              |
| Gatilhos desagradáveis                     | comum (67%)          | comum, mas difícil de identificar         |

Durante as fases, as pessoas podem sentir contrações sem vômito e, dentro de uma hora, podem ocorrer de 6 a 12 vômitos. Um episódio pode durar de horas a mais de três semanas e, em alguns casos, estende-se por meses; embora a duração média seja de 41 horas.
O suco gástrico, bile e, se o em casos graves, sangue pode ser expelido pelo vômito. Algumas pessoas costumam ingerir água para reduzir a irritação da bile e ácido no esôfago durante o vômito. Na fase entre os episódios, a pessoa geralmente é normal e saudável, mas pode sentir fadiga ou dores musculares. Em aproximadamente metade dos casos, os episódios ocorrem de forma temporal. Cada episódio passa pelas fases descritas; ou seja, em qualquer indivíduo, o momento, a frequência e a gravidade dos ataques são semelhantes. Algumas pessoas experimentam episódios que pioram progressivamente quando não são tratados, o que ocorre com mais frequência na fase com nenhum ou poucos sintomas.